# Harry Carey Jr.
Henry George Carey Jr. (n. 16 mai 1921, Santa Clarita, California, SUA – d. 27 decembrie 2012, Santa Barbara, California, SUA) a fost un actor american de film și televiziune. A apărut în peste 90 de lungmetraje pe parcursul carierei sale, inclusiv în numeroase  filme western.

## Biografie
Carey s-a născut într-o fermă din apropierea de cartierul Saugus⁠(d) din Santa Clarita, California, fiul actorului Harry Carey (1878–1947) și al actriței Olive Carey (1896–1988). În copilărie, a învățat să vorbească Navajo. Bunicul său matern a fost artistul de vodevil George Fuller Golden⁠(d).  Ferma familiei sale a fost ulterior transformată într-un parc istoric intitulat Tesoro Adobe Park de către comitatul Los Angeles.
În timpul celui de-al Doilea Război Mondial, Carey Jr. a fost medic militar⁠(d) în Marina Statelor Unite. Totuși, a fost transferat împotriva voinței sale în Statele Unite pentru a activa alături de regizorul John Ford într-o unitate de fotografi din cadrul agenției Office of Strategic Services⁠(d) (OOS). A contribuit la realizarea unor filme de antrenament⁠(d) pentru forțele marine și OSS.

## Cariera
După lăsarea la vatră, Carey încercat să devină cântăreț, însă fără succes. Prin urmare, a început să apară în lungmetraje alături de tatăl său. A colaborat deseori cu John Ford, având roluri în filme western precum 3 Godfathers⁠(d) (1948), She Wore a Yellow Ribbon (1949), The Searchers (1956) și Cheyenne Autumn⁠(d) (1964). A apărut într-un episod al serialului The Lone Ranger⁠(d) și a apărut în patru lungmetraje regizate de Howard Hawks: Red River (1948), Afaceri încurcate (1952), Domnii preferă blondele (1953) și Rio Bravo (1959). Deși este menționat în genericul filmului Rio Bravo, scenele sale au fost eliminate. Carey bănuia că regizorului fie i-a displăcut îmbrăcămintea sa, fie i-a tăiat scenele, deoarece i s-a adresat cu  „Howard” în loc de „Dl. Hawks”.
Carey a colaborat cu John Wayne în nouă lungmetraje. Primul lor film a fost Red River, iar ultimul a fost Cahill U.S. Marshal⁠(d). De asemenea, a apărut în nouă filme alături de  Ben Johnson, inclusiv Rio Grande și Cherry 2000. Între 1955 și 1957, Carey l-a interpretat pe Bill Burnett în Spin and Marty⁠(d). Carey a fost intervievat de Leonard Maltin la cea de-a 50-a aniversare a debutului serialului. În anii 1960, Carey a apărut în seriale western precum Have Gun - Will Travel⁠(d) și The Legend of Jesse James⁠(d). Pe 29 aprilie 1962, Carey a obținut rolul lui Mitch Evers în episodul „Cort” din serialul Lawman⁠(d).
În 1972 l-a interpretat pe Holy Joe în westernul italian Un gentleman în Vestul Sălbatic. Pe parcursul anilor 1980, Carey a avut următoarele roluri: George Arthur în The Long Riders (1980), Dl. Anderson în Gremlinii (1984), motociclistul Red în Mask⁠(d) (1985) și Joshua în The Whales of August⁠(d) (1987). Acesta a avut un rol cameo în lungmetrajele Înapoi în viitor III și Tombstone.
Carey a apărut în seria de interviuri video Tales from the Set, discutând despre actorii alături de care a lucrat de-a lungul carierei sale. În 2009, Carey și partenerul său - Clyde Lucas - au finalizat documentarul Trader Horn: The Journey Back despre turnarea filmului Trader Horn din 1931. A încercat fără succes să realizeze un lungmetraj după lucrarea Comanche Stallion (1958) a scriitorului Tom Millstead.

## Viața personală și moartea
S-a căsătorit cu Marilyn Fix, fiica actorului Paul Fix, în 1944. Cei doi au avut patru copii: Steven, Melinda, Thomas și Patricia. Carey a publicat autobiografia Company of Heroes: My Life as an Actor in the John Ford Stock Company în 1996.
A murit din cauze naturale într-un ospiciu pe 27 decembrie 2012 în Santa Barbara la vârsta de 91 de ani. A fost înmormântat în cimitirul Westwood Village Memorial Park⁠(d). La momentul morții sale, s-a raportat incorect că era ultimul membru în viață al John Ford Stock Company.

## Filmografie parțială

### Filme
- Desperate Trails (1921) - Young Baby (nemenționat)
- Rolling Home (1946) - Dobey
- Pursued (1947) - Prentice
- Red River (1948) - Dan Latimer
- Moonrise (1948) - Jimmy Biff
- Blood on the Moon (1948) - Cowboy (nemenționat)
- 3 Godfathers (1948) - William Kearney ("The Albilene Kid")
- She Wore a Yellow Ribbon (1949) - 2nd Lt. Ross Pernell
- Wagon Master (1950) - Sandy Owens
- Copper Canyon (1950) - Lt. Ord
- Rio Grande (1950) - Trooper Daniel 'Sandy' Boone
- Warpath (1951) - Capt. Gregson
- Cattle Drive (1951) - Train Passenger (nemenționat)
- The Wild Blue Yonder (1951) - Sgt. Shaker Schuker
- Monkey Business (1952) - Reporter (nemenționat)
- Niagara (1953) - Taxi Driver (nemenționat)
- San Antone (1953) - Dobe Frakus
- Gentlemen Prefer Blondes (1953) - Winslow - Olympic Team (nemenționat)
- Sweethearts on Parade (1953) - Jim Riley, aka James Whitcomb Riley
- Island in the Sky (1953) - Ralph Hunt
- Beneath the 12-Mile Reef (1953) - Griff Rhys
- Silver Lode (1954) - Johnson
- The Outcast (1954) - Bert
- The Long Gray Line (1955) - Dwight Eisenhower
- House of Bamboo (1955) - John (nemenționat)
- Mister Roberts (1955) - Stefanowski
- Spin and Marty: The Movie (1955) - Bill Burnett
- The Searchers (1956) - Brad Jorgenson
- The Great Locomotive Chase (1956) - William Bensinger
- Gun the Man Down (1956) - Deputy Lee
- 7th Cavalry (1956) - Cpl. Morrison
- The River's Edge (1957) - Chet
- Kiss Them for Me (1957) - Lt. Chuck Roundtree (nemenționat)
- From Hell to Texas (1958) - Trueblood
- Escort West (1958) - Trooper Travis
- Rio Bravo (1959) - Harold (scenes deleted)
- Noose for a Gunman (1960) - Jim Ferguson
- The Great Impostor (1961) - Dr. Joseph Mornay
- Two Rode Together (1961) - Ortho Clegg
- A Public Affair (1962) - Bill Martin
- The Raiders (1963) - Jellicoe
- Cheyenne Autumn (1964) - Trooper Smith (nemenționat)
- Taggart (1964) - Lt. Hudson (nemenționat)
- Shenandoah (1965) - Jenkins
- The Rare Breed (1966) - Mabry
- Billy the Kid Versus Dracula (1966) - Ben Dooley
- Cyborg 2087 (1966) - Jay C
- Alvarez Kelly (1966) - Corporal Peterson
- The Way West (1967) - Mr. McBee
- The Ballad of Josie (1967) - Mooney
- The Devil's Brigade (1968) - Capt Rose
- Bandolero! (1968) - Cort Hayjack
- Death of a Gunfighter (1969) - Rev. Rork
- The Undefeated (1969) - Solomon Webster
- One More Time (1970) (nemenționat)
- The Moonshine War (1970) - Arley Stamper
- Dirty Dingus Magee (1970) - Charles Stuart
- One More Train to Rob (1971) - Red
- Big Jake (1971) - Pop Dawson
- Trinity Is Still My Name (1971) - Father
- Something Big (1971) - Joe Pickins
- Man of the East (1972) - Holy Joe
- Run, Cougar, Run (1972) - Hank
- Cahill U.S. Marshal (1973) - Hank
- Challenge to White Fang (1974) - John Tarwater
- Take a Hard Ride (1975) - Dumper
- Nickelodeon (1976) - Dobie
- The Long Riders (1980) - George Arthur
- Endangered Species (1982) - Dr. Emmer
- The Shadow Riders (1982, film de televiziune) - Pa Travern
- Gremlins (1984) - Mr. Anderson
- Mask (1985) - Red
- UFOria (1985) - George Martin
- Crossroads (1986) - Bartender
- The Whales of August (1987) - Joshua Brackett
- Cherry 2000 (1987) - Snappy Tom
- Once Upon a Texas Train (1988, film de televiziune) - Herald Finch
- Illegally Yours (1988) - Wally Finnegan
- Breaking In (1989) - Shoes, Poker Player
- Bad Jim (1990) - J.C. Lee
- Back to the Future, Part III (1990) - Zeke, Saloon Old-Timer #2
- The Exorcist III (1990) - Father Kanavan
- Tombstone (1993) - Marshal Fred White
- Wyatt Earp: Return to Tombstone (1994) - Digger Phelps
- The Sunchaser (1996) - Cashier
- Last Stand at Saber River (1997, film de televiziune) - James Sanford

### Televiziune
- The Lone Ranger - "Return of Dice Dawn" - Dice Dawson, Alias, Jay Thomasson (1955)

- Have Gun - Will Travel - "The Road to Wickenburg" - Sheriff Jack (1958) Goodfellow
- Have Gun - Will Travel - "The Man Who Wouldn't Talk" - Bud Sorenson (1958)
- The Grey Ghost - "The Picnic" - Caldwell (1958)
- Mackenzie's Raiders - "Uprising" - Ed Gary (1959)
- Gunsmoke  - "Horse Deal" - Deesha (1959)
- Have Gun - Will Travel - "The Posse" - Sheriff (1959)
- Bonanza - "Vendetta" - Zack Morgan (1959)

- Wagon Train - "Chuck Wooster, Wagon Master" - Willkins (1959)
- Rawhide - "Incident of the Shambling Man" - Tanner (1959)
- The Rifleman - "The Deserter" - Lt. Paul Rolfe (1960)
- Bonanza - "The Mission" - Corporal Burton (1960)
- Have Gun - Will Travel - "The Sanctuary" - Jonas Quincy (1960)
- Have Gun - Will Travel - "The Legacy" - Banker Burton (1960)
- Have Gun - Will Travel - "The Marshal's Boy" - Frank Gulley (1960)
- Have Gun - Will Travel - "The Misguided Father" - Sheriff Stander (1960)
- Gunsmoke - "Bad Sheriff" - Bill Turloe (1960) - Nemenționat
- The Rifleman - "The Journey Back" - Lt. Vaughn (1961)

- Laramie - "The Debt" - Harry Markle (1961)

- Whispering Smith - "Safety Valve" - Sgt. Curt Stringer (1961)
- Have Gun - Will Travel - "The Revenger" - Sheriff Conlon (1961)
- Have Gun - Will Travel - "The Tax Gatherer" - Jess Turner (1961)
- Perry Mason - "The Case of the Roving River" - District Ranger Frank Deane (1961)
- Wagon Train - "The George B. Hanrahhan Story" - Tim Hogan (1962)
- Laramie - "Time of the Traitor" - Hobey (1962)
- Gunsmoke - "Abe Blocker" - Jake (1962)
- Laramie - "Lost Allegiance" - Whitey Banister (1962)
- Checkmate - "The Bold and the Tough" - Phil Cassidy (1962)

- Lawman - episode - Cort - Mitch Evers (1962)

- Have Gun - Will Travel - "Jonah and the Trout" - Jonah Quincy (1962)

- Laramie - "The Barefoot Kid" - Dan Emery (1962)

- Gunsmoke - "Quint Asper Comes Home" - Grant (1962)

- Alcoa Premiere - "Flashing Spikes" - Man in the Dugout (1962)
- Have Gun - Will Travel - "Taylor's Woman" - Thad Taylor (1962)
- Rawhide - "The Deserters' Patrol" - Walsh (1962)
- Ripcord - Carl Devlin - Para Nurse (1962)
- Ripcord - Cheyenne Bronson - A Free Falling Star (1963)
- Have Gun - Will Travel - "Face of a Shadow" - Earl Tibner (1963)
- Wagon Train - "The Martin Gatsby Story" - Jeb Colton (1963)
- Have Gun - Will Travel "Sweet Lady of the Moon" - Ben Murdock (1963)
- Gunsmoke -" The Quest for Asa Janin" - Sheriff Hank Colridge (1963)
- Wagon Train - "The Molly Kincaid Story" - Charlie Hankins (1963)
- Wagon Train - "The Sam Pulaski Story" - John Jay Burroughs  (1963)
- Bonanza - "The Flannel-Mouth Gun" - Phil Shelton (1965)
- Wagon Train - "The Silver Lady" - Walt Thompson  (1965)
- Gunsmoke - "Bank Baby" - Jim Fisher (1965)
- Branded - "Leap Upon Mountains" - Lt. John Pritchett (nemenționat)  (1965)
- Branded - "The Vindicators" - Lt. John Pritchett (1965)
- The Virginian - "The Modoc Kid" - Bob Archer (1967)
- Gunsmoke - "Baker's Dozen" - Will Roniger (1967)
- Bonanza - "Judgement at Red Creek" - Mapes (1967)
- Gunsmoke - "Waco" - Nathan Cade (1968)
- Mannix - "Missing: Sun and Sky" - Floyd Brand (1969)
- The Virginian - "Follow the Leader" - Thad Miley (1970)
- Gunsmoke - "Gold Train: The Bullet" parts 1-3  - Kelliher (1971)
- Banacek - "Horse of a Slightly Different Color" - Dean Barrett (1974)
- Hec Ramsey - "Scar Tissue - Prospector" (1974)
- Gunsmoke - "Trail of Bloodshed" - Amos Brody (1974)
- Police Woman - "Sons" (1978)
- B.J. and the Bear - "Fire in the Hole" - Joe Pogovich (1980)
- Little House on the Prairie - "A New Beginning" - Sheriff Pike (1980)
- Dallas - "End of the Road: Part 1" - Red (1981)
- Knight Rider - "Not a Drop to Drink" - Josh Morgan (1982)
- CHiPs - "Flare Up" - Grandfather Cross (1982)
- Hollywood Greats - TV series documentar - "John Wayne" - Harry Carey (1984)
- Biography - TV series documentar - "John Wayne: The Unquiet American" - Harry Carey (1987)
- Cowboys: Ben Johnson & Harry Carey Jr. - documentar (1988)
- John Wayne Standing Tall - Film de televiziune - Harry Carey (1989)
- B.L. Stryker - "Auntie Sue" - Jim Bob Jones (1989)
- Thank Ya, Thank Ya Kindly - Film de televiziune documentar - Harry Carey (1991)
- Omnibus - serie documentar - "John Ford: Part One" - Harry Carey (1992)
- Legends of the American West - video documentar - Harry Carey (1992)
- John Ford - Film de televiziune documentar - Harry Carey (1993)
- Ben Johnson: Third Cowboy on the Right - documentar - Harry Carey (1996)
- Howard Hawks: American Artist - Film de televiziune documentar - Harry Carey (1997)
- G.I. Joe: The Ernie Pyle Story - Film de televiziune documentar (1998)
- American Masters - TV series documentar - "John Ford/John Wayne: The Filmmaker and the Legend" - Harry Carey (2006)
- Harry Carey Jr Hosts John Wayne Meets Lucy – scurtmetraj documentar - Harry Carey (gazdă) (2009)
- Harry Carey Jr's Tribute to John Wayne Producer - scurtmetraj - Harry Carey (2010)